# Atletica leggera ai II Giochi europei - 100 metri piani maschili
I 100 metri piani maschili sono stati una delle nove discipline presenti nel programma dell'atletica leggera ai II Giochi europei tenutisi a Minsk nel 2019.

## Medagliati
Le medaglie sono state assegnate agli atleti che hanno ottenuto le tre migliori prestazioni durante la fase di qualificazione svoltasi domenica 23 giugno.
| Pos.    | Atleta            | Nazionalità | Tempo   |
| ------- | ----------------- | ----------- | ------- |
| Oro     | Carlos Nascimento | Portogallo  | 10"35   |
| Argento | Ján Volko         | Slovacchia  | 10"38 = |
| Bronzo  | Jak Ali Harvey    | Turchia     | 10"42   |

## Risultati

### Qualificazioni
Ai tre atleti che hanno ottenuto le migliori prestazioni nel turno di qualificazione sono state assegnate le tre medaglie d'oro, argento e bronzo.

Le quattro batterie di qualificazione si sono corse domenica 23 giugno.

#### Match 1
La batteria si è corsa alle 12:04.
| Posizione | Corsia | Nome                  | Nazionalità | Tempo           | Punti | Note |
| --------- | ------ | --------------------- | ----------- | --------------- | ----- | ---- |
| 1         | 4      | Ján Volko             | Slovacchia  | 10"38           | 12    | =    |
| 2         | 6      | Michael Pohl          | Germania    | 10"54           | 10    |      |
| 3         | 3      | Ioannis Nyfantopoulos | Grecia      | 10"54           | 8     |      |
| 4         | 2      | Bence Boros           | Ungheria    | 10"63           | 6     |      |
| 5         | 5      | Sylvain Chuard        | Svizzera    | 10"79           | 4     |      |
| 6         | 7      | Andreas Chatzitheori  | Cipro       | 10"80           | 2     |      |
|           |        |                       |             | Vento: +1,2 m/s |       |      |

#### Match 2
La batteria si è corsa alle 14:25.
| Posizione | Corsia | Nome                      | Nazionalità | Tempo           | Punti | Note |
| --------- | ------ | ------------------------- | ----------- | --------------- | ----- | ---- |
| 1         | 7      | Dmitriy Lopin             | Russia      | 10"61           | 12    |      |
| 2         | 4      | Jeremy Leroux             | Francia     | 10"62           | 10    |      |
| 3         | 2      | Federico Cattaneo         | Italia      | 10"63           | 8     |      |
| 4         | 5      | Ionut-Andrei Neagoe       | Romania     | 10"66           | 6     |      |
| 5         | 6      | Jure Grkman               | Slovenia    | 10"85           | 4     |      |
| 6         | 3      | Hans-Christian Hausenberg | Estonia     | 11"12           | 2     |      |
|           |        |                           |             | Vento: -0,4 m/s |       |      |

#### Match 3
La batteria si è corsa alle 17:44.
| Posizione | Corsia | Nome                   | Nazionalità | Tempo           | Punti | Note |
| --------- | ------ | ---------------------- | ----------- | --------------- | ----- | ---- |
| 1         | 4      | Zdenek Stromsik        | Rep. Ceca   | 10"50           | 12    |      |
| 2         | 7      | Stephen Gaffney        | Irlanda     | 10"67           | 10    |      |
| 3         | 3      | Stanislau Darahakupets | Bielorussia | 10"69           | 8     |      |
| 4         | 5      | Kostas Skrabulis       | Lituania    | 10"77           | 6     |      |
| 5         | 6      | Elvijs Misans          | Lettonia    | 10"96           | 4     |      |
| 6         | 2      | Maciej Brzezinski      | Polonia     | 11"67           | 2     |      |
|           |        |                        |             | Vento: -1,1 m/s |       |      |

#### Match 4
La batteria si è corsa alle 20:04.
| Posizione | Corsia | Nome                   | Nazionalità | Tempo           | Punti | Note |
| --------- | ------ | ---------------------- | ----------- | --------------- | ----- | ---- |
| 1         | 7      | Carlos Nascimento      | Portogallo  | 10"35           | 12    |      |
| 2         | 2      | Jak Ali Harvey         | Turchia     | 10"42           | 10    |      |
| 3         | 4      | Serhiy Smelyk          | Ucraina     | 10"55           | 8     |      |
| 4         | 3      | Angel David Rodriguez  | Spagna      | 10"78           | 6     |      |
| 5         | 5      | Stanimir Minchev       | Bulgaria    | 11"21           | 4     |      |
| -         | 6      | Frederik Schou-Nielsen | Danimarca   | dq              | 0     |      |
|           |        |                        |             | Vento: -1,4 m/s |       |      |

### Quarti di finale
Partecipano ai quarti di finale le 18 squadre che non hanno ottenuto la qualificazione diretta per le semifinali durante le fasi di qualificazione.

Le tre batterie dei quarti di finale si sono corse martedì 25 giugno.

#### Match 1
La batteria si è corsa alle 14:24.
| Posizione | Corsia | Nome                  | Nazionalità | Tempo           | Punti | Note                                     |
| --------- | ------ | --------------------- | ----------- | --------------- | ----- | ---------------------------------------- |
| 1         | 2      | Ján Volko             | Slovacchia  | 10"45           | 12    |                                          |
| 2         | 3      | Roberto Rigali        | Italia      | 10"65           | 10    | Miglior prestazione personale stagionale |
| 3         | 5      | Ioannis Nyfantopoulos | Grecia      | 10"73           | 8     |                                          |
| 4         | 7      | Sylvain Chuard        | Svizzera    | 10"83           | 6     |                                          |
| 5         | 4      | Maciej Brzezinski     | Polonia     | 10"98           | 4     |                                          |
| 6         | 6      | Elvijs Misans         | Lettonia    | 11"01           | 2     |                                          |
|           |        |                       |             | Vento: -1,5 m/s |       |                                          |

#### Match 2
La batteria si è corsa alle 17:48.
| Posizione | Corsia | Nome                   | Nazionalità | Tempo           | Punti | Note                                     |
| --------- | ------ | ---------------------- | ----------- | --------------- | ----- | ---------------------------------------- |
| 1         | 2      | Carlos Nascimento      | Portogallo  | 10"42           | 12    |                                          |
| 2         | 5      | Stephen Gaffney        | Irlanda     | 10"62           | 10    |                                          |
| 3         | 3      | Andreas Chatzitheori   | Cipro       | 10"63           | 8     |                                          |
| 4         | 6      | Daniel Szabo           | Ungheria    | 10"63           | 6     |                                          |
| 5         | 7      | Frederik Schou-Nielsen | Danimarca   | 10"65           | 4     |                                          |
| 6         | 4      | Stanimir Minchev       | Bulgaria    | 11"09           | 2     | Miglior prestazione personale stagionale |
|           |        |                        |             | Vento: +0,5 m/s |       |                                          |

#### Match 3
La batteria si è corsa alle 20:04.
| Posizione | Corsia | Nome                  | Nazionalità | Tempo           | Punti | Note                                     |
| --------- | ------ | --------------------- | ----------- | --------------- | ----- | ---------------------------------------- |
| 1         | 6      | Kayhan Özer           | Turchia     | 10"47           | 12    |                                          |
| 2         | 7      | Angel David Rodriguez | Spagna      | 10"51           | 10    | Miglior prestazione personale stagionale |
| 3         | 2      | Ionut-Andrei Neagoe   | Romania     | 10"54           | 8     |                                          |
| 4         | 5      | Kostas Skrabulis      | Lituania    | 10"68           | 6     |                                          |
| 5         | 3      | Jure Grkman           | Slovenia    | 10"73           | 4     | Miglior prestazione personale stagionale |
| 6         | 4      | Tony Nou              | Estonia     | 10"97           | 2     | Miglior prestazione personale stagionale |
|           |        |                       |             | Vento: +1,4 m/s |       |                                          |

### Semifinali
Partecipano alle due semifinali le sei squadre che si sono qualificate per via diretta durante i turni di qualificazione e le sei squadre che si sono qualificate per ripescaggio durante i quarti di finale.

Le due batterie di semifinale si sono corse mercoledì 26 giugno.

#### Match 1
La batteria si è corsa alle 19:35.
| Posizione | Corsia | Nome                  | Nazionalità | Tempo           | Punti | Note                          |
| --------- | ------ | --------------------- | ----------- | --------------- | ----- | ----------------------------- |
| 1         | 7      | Carlos Nascimento     | Portogallo  | 10"26           | 12    | Miglior prestazione personale |
| 2         | 6      | Serhiy Smelyk         | Ucraina     | 10"35           | 10    | =                             |
| 3         | 5      | Michael Pohl          | Germania    | 10"43           | 8     |                               |
| 4         | 3      | Jeremy Leroux         | Francia     | 10"47           | 6     |                               |
| 5         | 4      | Kayhan Özer           | Turchia     | 10"52           | 4     |                               |
| 6         | 2      | Ioannis Nyfantopoulos | Grecia      | 10"58           | 2     |                               |
|           |        |                       |             | Vento: +0,7 m/s |       |                               |

#### Match 2
La batteria si è corsa alle 20:03.
| Posizione | Corsia | Nome                  | Nazionalità | Tempo           | Punti | Note                          |
| --------- | ------ | --------------------- | ----------- | --------------- | ----- | ----------------------------- |
| 1         | 2      | Zdenek Stromsik       | Rep. Ceca   | 10"36           | 12    | Miglior prestazione personale |
| 2         | 3      | Dmitriy Lopin         | Russia      | 10"43           | 10    | =                             |
| 3         | 4      | Federico Cattaneo     | Italia      | 10"48           | 8     |                               |
| 4         | 5      | Angel David Rodriguez | Spagna      | 10"49           | 6     |                               |
| 5         | 7      | Maksim Hrabarenka     | Bielorussia | 10"54           | 4     |                               |
| 6         | 6      | Daniel Szabo          | Ungheria    | 10"56           | 2     |                               |
|           |        |                       |             | Vento: +0,6 m/s |       |                               |

### Finale
La batteria di finale si è corsa venerdì 28 giugno alle 18:04.
| Posizione | Corsia | Nome              | Nazionalità | Tempo     | Punti | Note                                     |
| --------- | ------ | ----------------- | ----------- | --------- | ----- | ---------------------------------------- |
| 1         | 6      | Serhiy Smelyk     | Ucraina     | 10"44     | 12    |                                          |
| 2         | 5      | Zdenek Stromsik   | Rep. Ceca   | 10"44     | 10    |                                          |
| 3         | 2      | Jeremy Leroux     | Francia     | 10"58     | 8     |                                          |
| 4         | 7      | Michael Pohl      | Germania    | 10"61     | 6     |                                          |
| 5         | 4      | Roberto Rigali    | Italia      | 10"64     | 4     | Miglior prestazione personale stagionale |
| 6         | 3      | Maksim Hrabarenka | Bielorussia | 10"77     | 2     |                                          |
|           |        |                   |             | Vento: nw |       |                                          |